# Meziměstí
Meziměstí (německy Halbstadt, Halberstadt) je město v okrese Náchod. Žije zde přibližně 2 300 obyvatel. Městem z Polska protéká řeka Stěnava.

## Přírodní poměry
Území města Meziměstí leží v geomorfologickém podcelku Meziměstské vrchoviny v Broumovské vrchovině, větší část území, včetně intravilánu města leží v Broumovské kotlině, ze severu je území omezeno Javořími horami s Ruprechtickým Špičákem s nadmořskou výškou 880 m. Na Ruprechtickém Špičáku byla postavena rozhledna, která skýtá široký rozhled – na Krkonoše, Broumovské stěny, Stolové hory, atd.
Meziměstím protéká řeka Stěnava, jenž pramení v Polsku a později u obce Otovice opět odtéká do Polska, kde se pak vlévá do Kladské Nisy.

## Historie
První zmínka o obci, tehdy zvané Dolní Vižňov (vznikl rozdělením Vižňova na horní a dolní), pochází z roku 1408. Meziměstí je nejmladším městem okresu Náchod, na město bylo povýšeno v březnu roku 1992.
Ještě na počátku 13. století byla krajina neobydlená. Podle listiny z roku 1213 dostal břevnovský opat Kuno od krále Přemysla Otakara I. území Policka, Broumovska a snad také území Teplicka a Adršpašska. Řádné osídlení začíná s jistotou v druhé polovině třináctého století, kdy král Přemysl Otakar II. do zdejší oblasti pozval německé kolonisty. Postupem času vznikla bohatá obec Vižňov, která se později rozdělila na Horní Vižňov s vlastním panstvím a Dolní Vižňov s panským dvorem a tvrzí. Právě Dolní Vižňov vytvořil jádro pozdějšího Meziměstí.
V 15. století na místě dnešního zámku v Dolním Vižňově (v dnešním Meziměstí) vznikla gotická tvrz, jejímž majitelem se udává Jan (Johann) von Vižňov. V 16. století Jan III. nechal původní gotickou tvrz přestavět na renesanční zámek, který sloužil broumovským opatům jako letní sídlo.

## Pamětihodnosti
- Zámek v Meziměstí. Meziměstský zámek byl v letech 1728–1738 na přání tehdy žijícího broumovského opata Otomara Zinkeho přestavěn na barokní. Údajně tuto rekonstrukci provedl K. I. Dientzenhofer. V období první světové války se zámek využíval k různým účelům, například plnil funkci první školy v Meziměstí a po pozemkové reformě roku 1922 se stal soukromým zemědělským statkem. Po 2. světové válce objekt sloužil k zemědělským účelům a zchátral. Avšak v 70. letech proběhla velkolepá rekonstrukce, která zámku opět navrátila původní podobu. V letech 1976–1994 se zde usídlil MěÚ a MNV.[4]
- Železniční stanice Meziměstí. Zdejší stanice byla vybudována v letech 1873–1875 zároveň s výstavbou trati Choceň – Broumov, jejímž cílem bylo spojit tehdejší Prusko s Rakouskem-Uherskem. Stavba si vyžádala 10 lidských životů a stála téměř 16 milionů zlatých. Rozlehlá staniční budova je technickou památkou. V budově je krom výdejny jízdenek, úschovny zavazadel a dalších samozřejmostí také umístěna tělocvična, restaurace, stálá železniční expozice a divadelní sál, který je svým umístěním uvnitř nádražní budovy v Evropě ojedinělý.
- Kostel sv. Anny. Ve Vižňově, městské čási Meziměstí, se nachází barokní kostel, který byl v postaven v letech 1724–1728. Pravděpodobně jej postavil, stejně jako většinu kostelů na Broumovsku, Kilián Ignác Dientzenhofer.
- Kostel sv. Jakuba Většího. Dva kilometry od vlastního Meziměstí se nachází Ruprechtice – též jedna z městských částí Meziměstí. Jejich dominantou je barokní kostel vysvěcený roku 1723.

## Doprava
- Autobusová: (přímé spojení) z Meziměstí do Ruprechtic, Vižňova, Starostína, Horního Adršpachu, Broumova. Autobusovou dopravu v Meziměstí a nejbližším okolí zajišťuje soukromý dopravce P – Transport.
- Železniční: Vlakové nádraží Meziměstí leží na tratích Týniště nad Orlicí – Meziměstí, Wałbrzych–Meziměstí a Meziměstí – Střední Stěnava. Od sedmdesátých až do poloviny devadesátých let 20. století šlo o frekventovaný železniční hraniční přechod pro mezinárodní osobní i nákladní vlaky do Polska. Na počátku 21. století započalo rušení vlakových spojů Meziměstí–Praha (nebo Františkovy Lázně), a to především kvůli stálému úbytku cestujících. Bez přerušení (ale v nižší četnosti vlaků) byla zachována na denní bázi doprava do Broumova. V GVD 2016/17 jezdil jeden pár vlaků denně (pondělí až sobota) do Prahy jako rychlík Dobrošov, v GVD 2018/19 jako Hradečan. Ostatní rychlíky byly přemístěny na rameno Trutnov–Praha a vlaky z Meziměstí zkráceny do Starkoče a Týniště nad Orlicí. V GVD 2017/18 byla obnovena mezinárodní osobní doprava z/do Polska v podobě dvou párů přimých osobních vlaků Wrocław Główny – Adršpach a dvou párů přimých osobních vlaků Wrocław Główny – Meziměstí provozovaných o víkendech v období 28. dubna do 2. září a zajišťovaných společností GW Train Regio [5]

## Kultura
Divadlo je v Meziměstí umístěno přímo v nádražní budově. V první polovině 20. století tak nahradilo nevyužitou čekárnu. V divadle jsou každý rok pořádány Meziměstské divadelní hry, měšťanský bál, dětský karneval či ples vousatých. Tradici v Meziměstí má divadelní soubor J. K. Tyla.

## Média
Televize Meziměstí byla rozvedena mezi domy s větším počtem obyvatel. Většinu vysílání TvM tvořily inzeráty, které byly podávány obyvateli města Meziměstí a okolních obcí. Zpestření nabízela občasná krátká videa shrnující dění ve městě (koncerty, soutěže). Televize Meziměstí již v současné době nefunguje.
Meziměstský zpravodaj vydává město Meziměstí s nákladem cca 800 výtisků a podobně jako výše zmíněná TvM informuje o dění ve městě.

## Části obce
K samotnému Meziměstí je dnes přidruženo několik dříve samostatných vesnic:
- Březová
- Pomeznice
- Ruprechtice
- Starostín
- Vižňov

Od 1. července 1985 do 31. srpna 1990 k městu patřily i Vernéřovice.

## Galerie

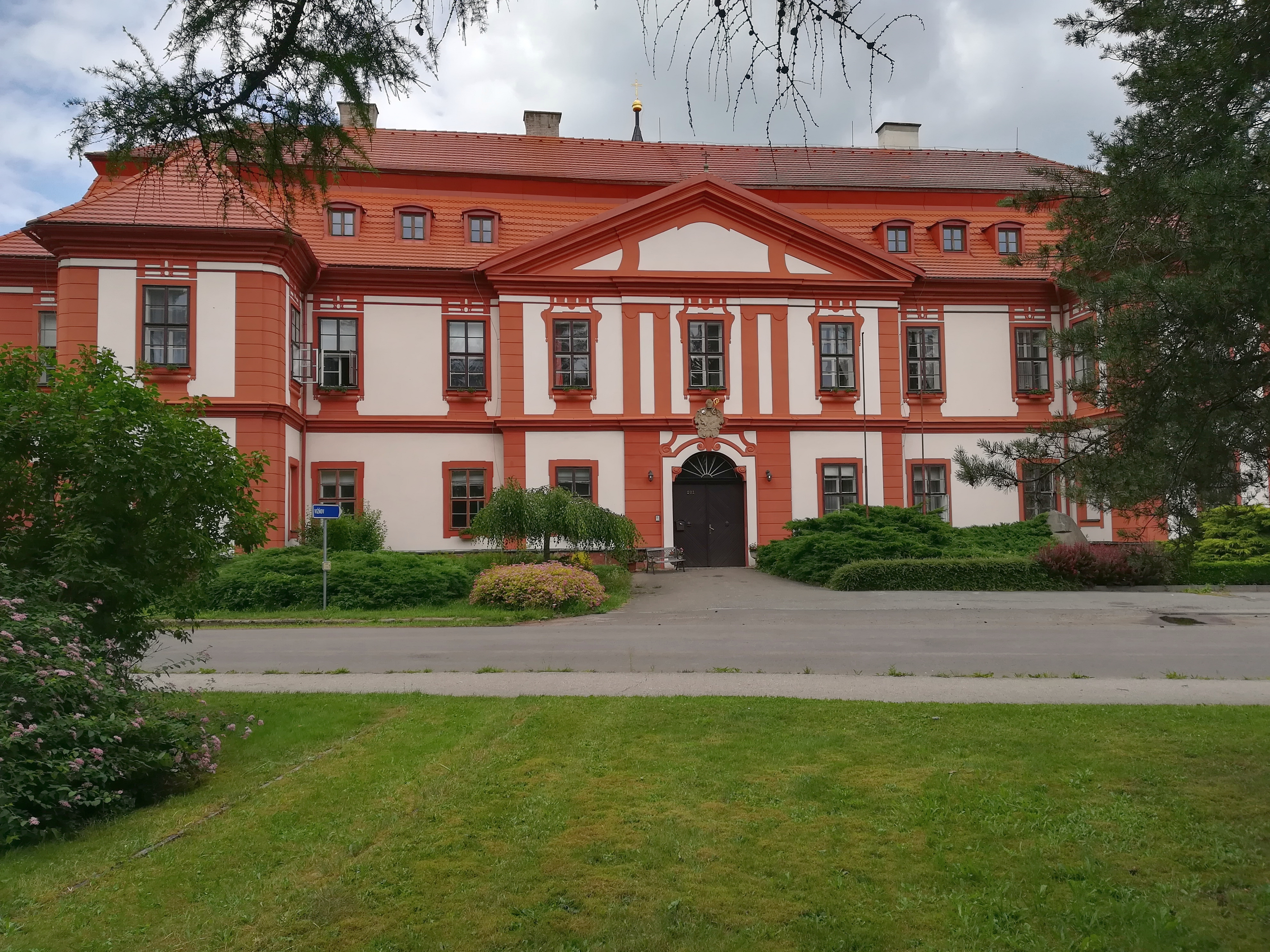
Zámek
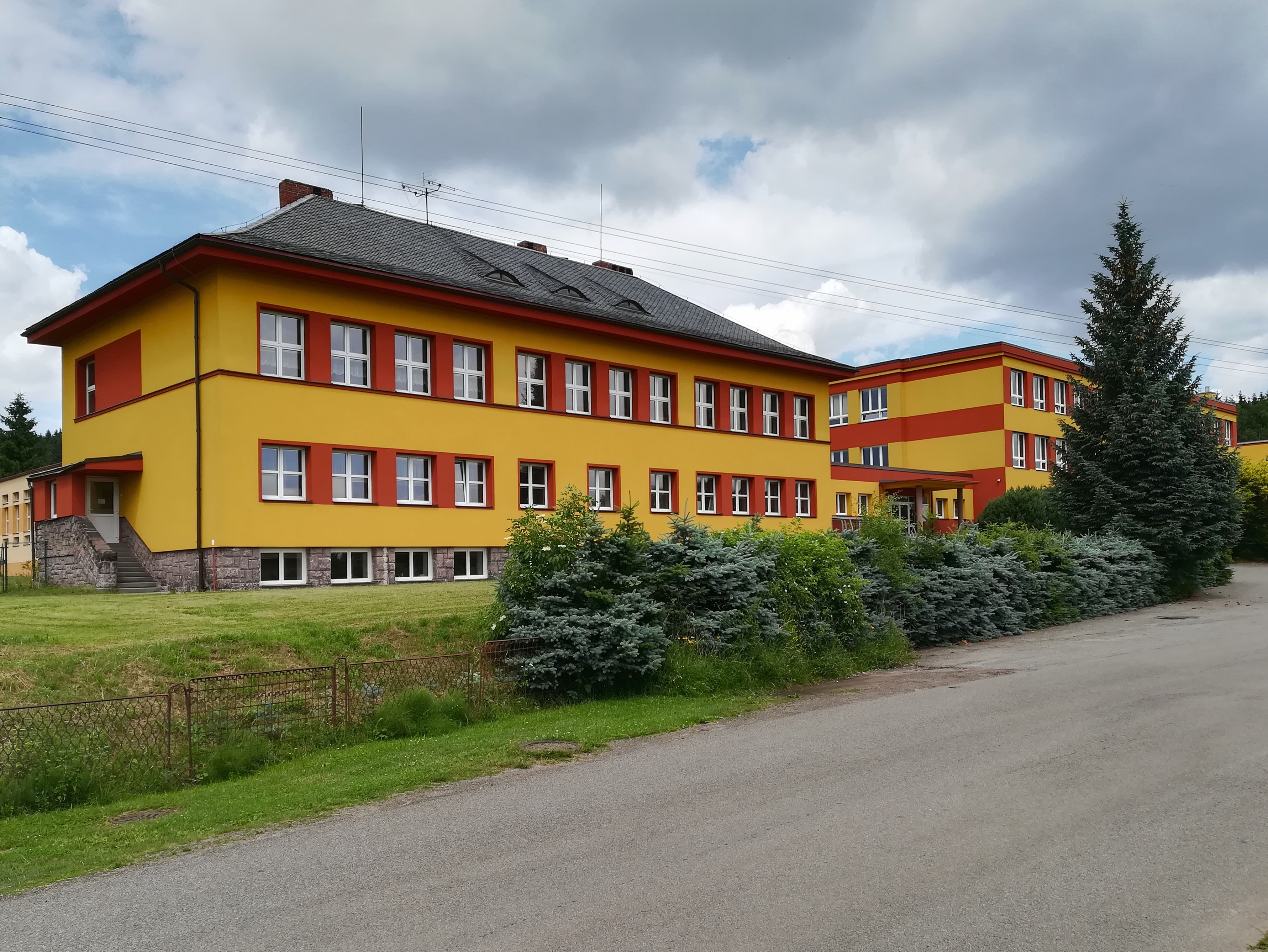
Základní škola
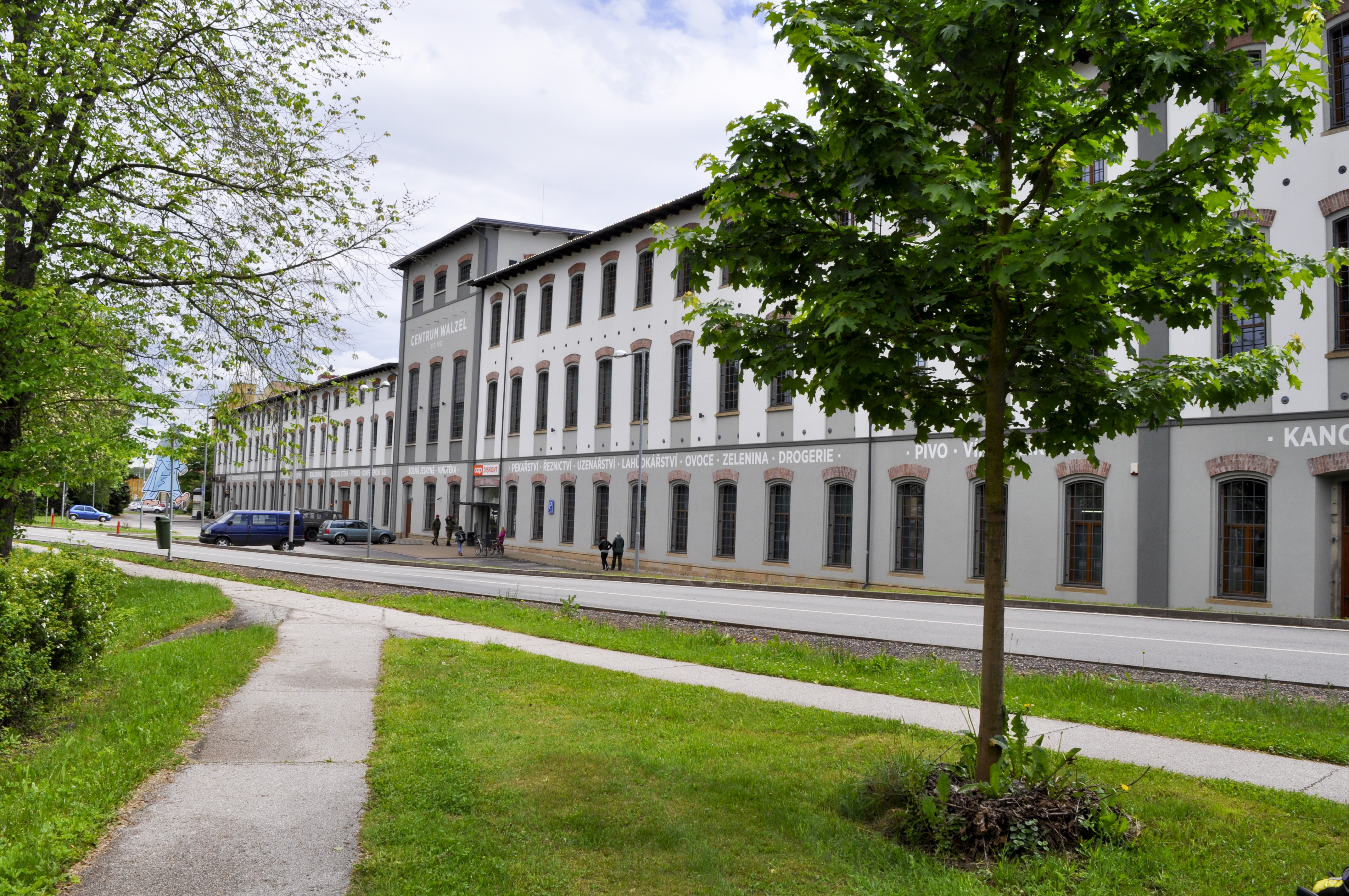
Centrum Walzel
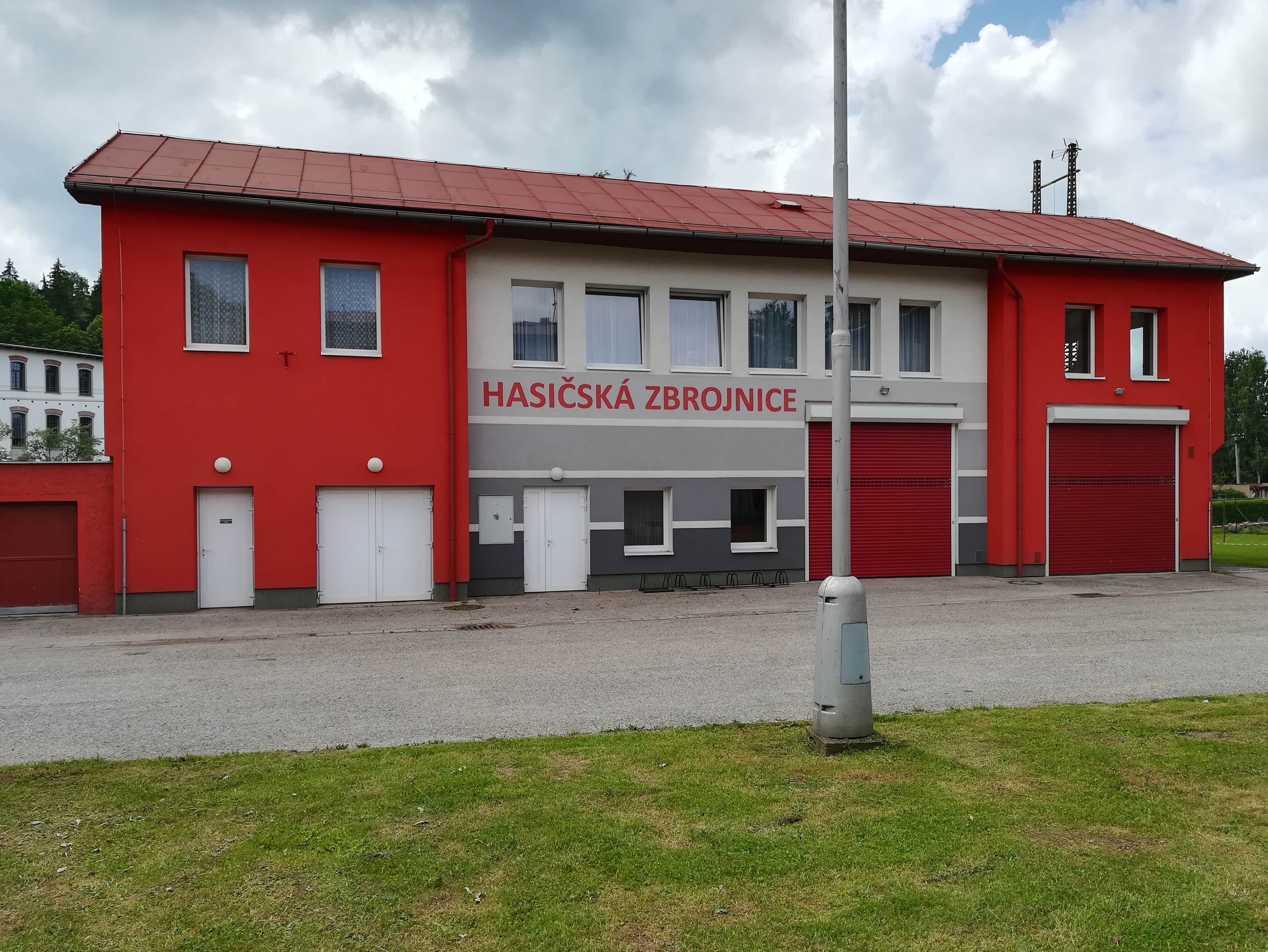
Hasičská zbrojnice
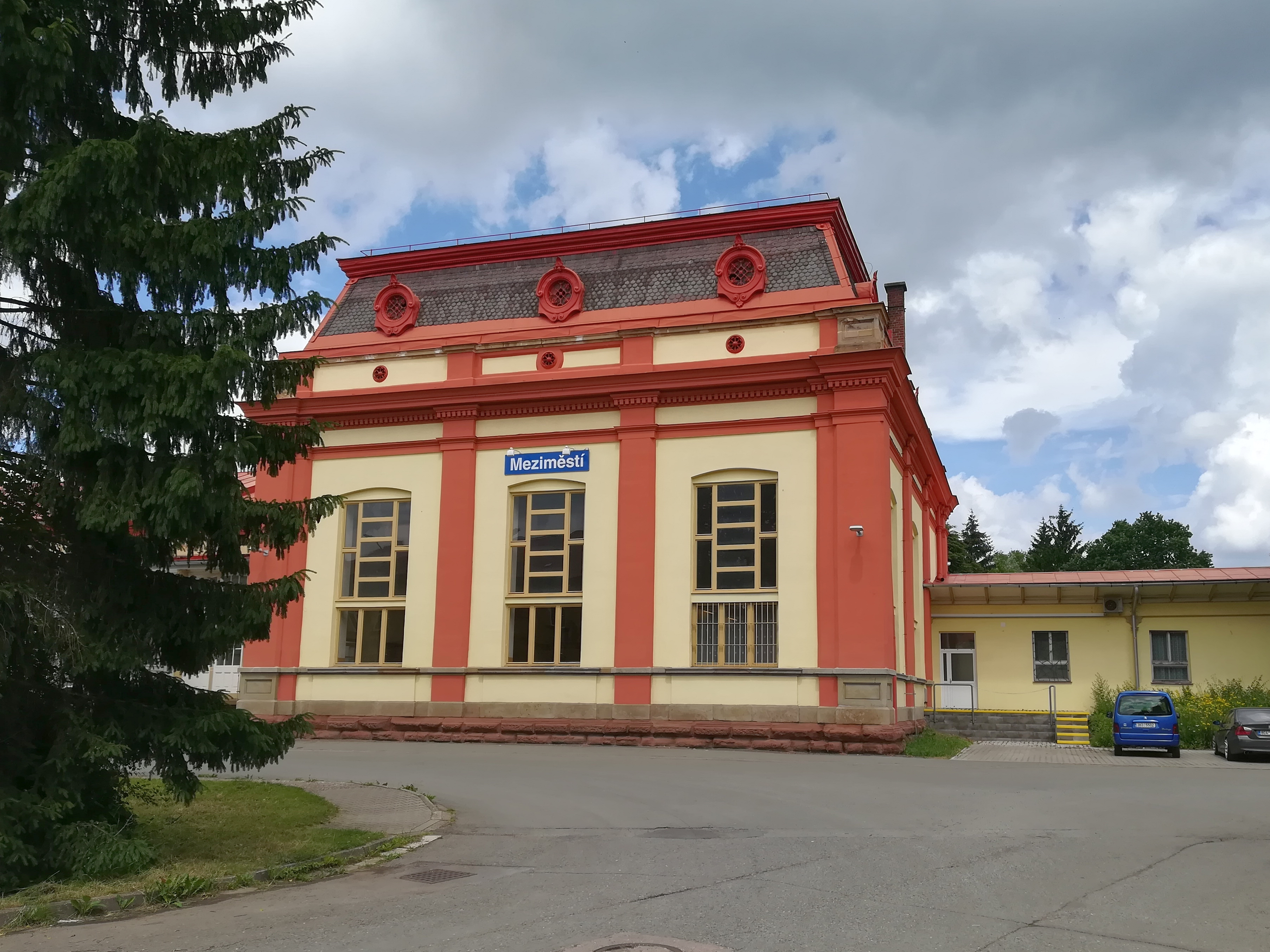
Nádražní hala
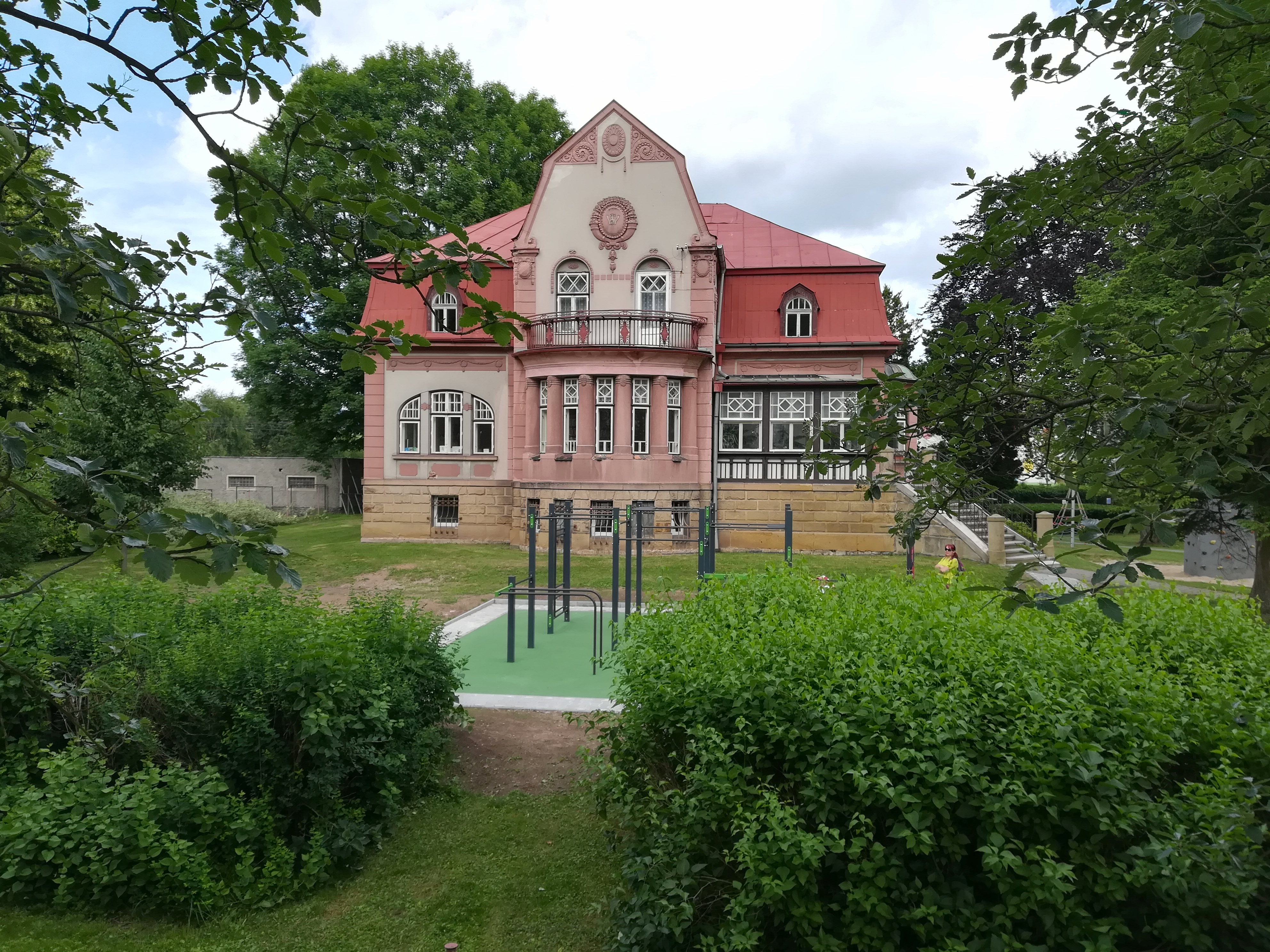
ZUŠ a knihovna
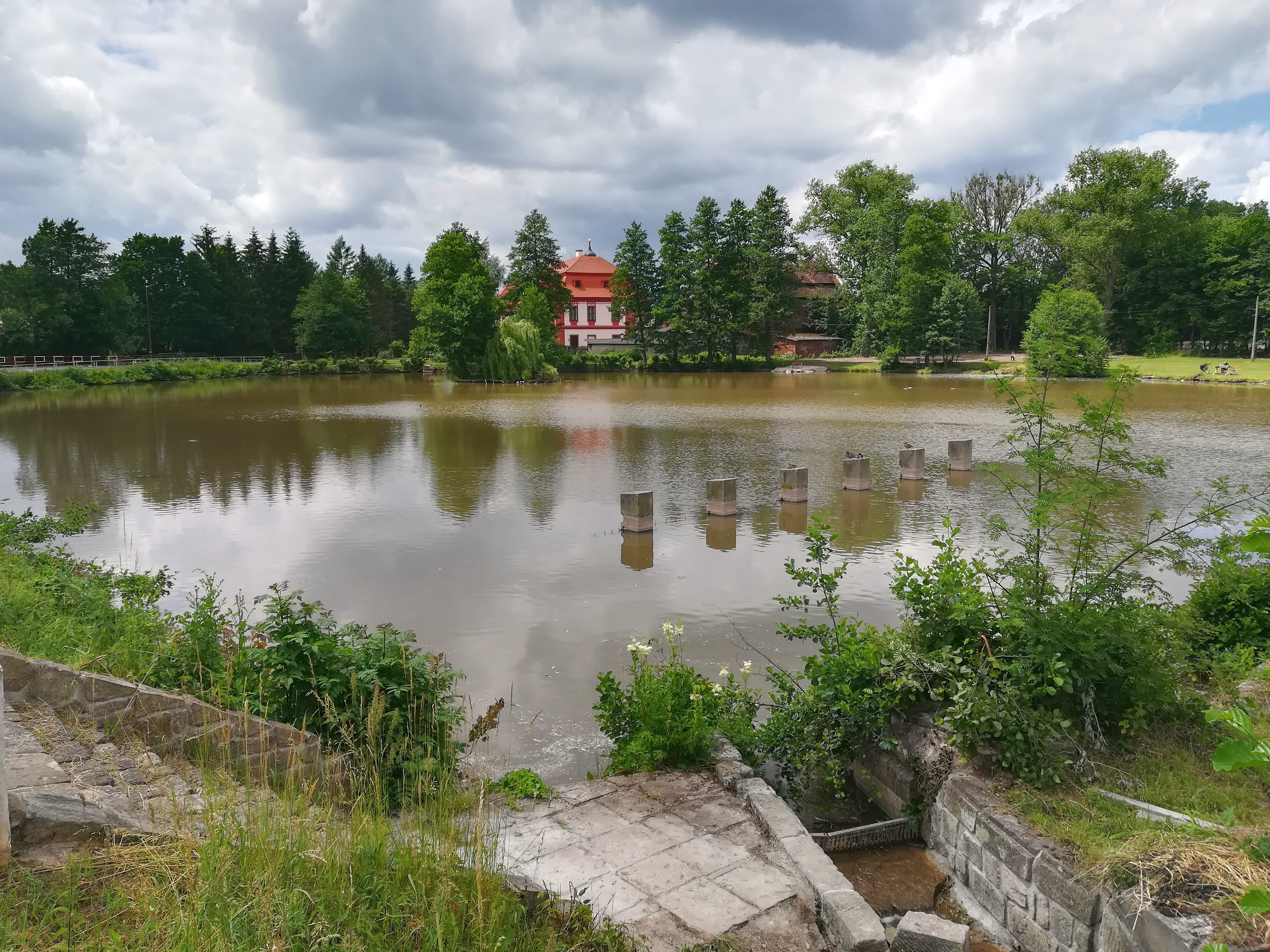
Rybník u zámku
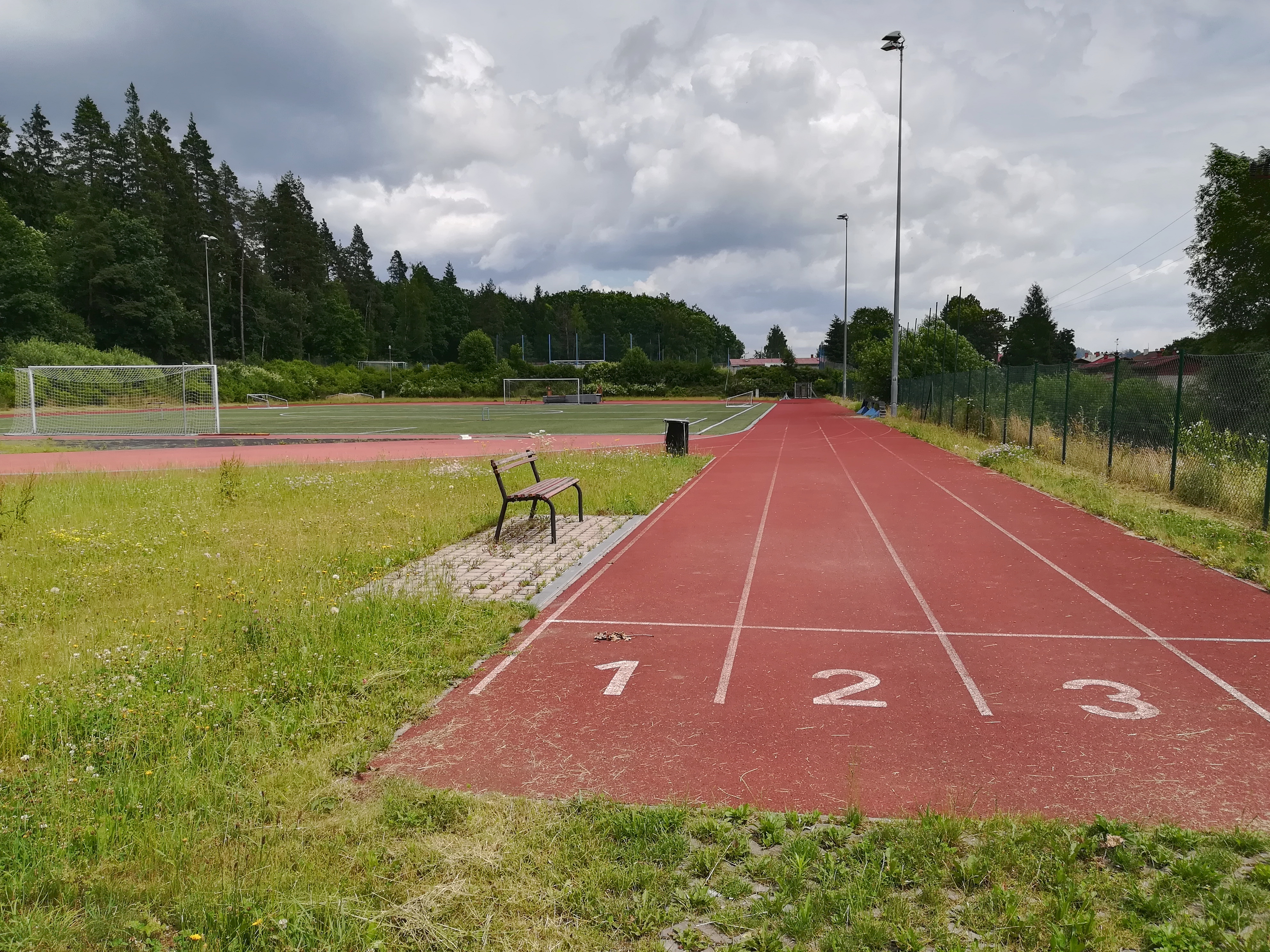
Sportovní areál